# Scutellaria minor
Scutellaria minor é uma espécie de planta com flor pertencente à família Lamiaceae. 
A autoridade científica da espécie é Huds., tendo sido publicada em Flora Anglica 232. 1762.
O seu nome comum é escutelária.

## Portugal
Trata-se de uma espécie presente no território português, nomeadamente em Portugal Continental e no Arquipélago dos Açores.
Em termos de naturalidade é nativa das duas regiões atrás indicadas.

## Protecção
Não se encontra protegida por legislação portuguesa ou da Comunidade Europeia.